# 다테오카정
다테오카정(楯岡町)은 1892년 3월 1일에 정으로 승격 이후, 1954년 11월 1일의 무라야마시가 탄생까지, 야마가타현 무라야마 지방에 존재했던 정이다. 현재의 무라야마시에 해당한다.

## 역사
- 1889년 4월 1일 - 정촌제 시행에 의해 다테오카촌이 성립하였다.
- 1892년 3월 15일 - 정으로 승격해 다테오카정이 되었다.
- 1954년 11월 1일 - 니시고촌, 오쿠라촌, 오쿠보촌, 후모토촌, 도자와촌과 합병, 정으로 승격해 무라야마시로 개칭되어 무라야마시 다테오카가 되었다.

## 참고문헌
- 誉田慶恩、横山昭男共著『山形県の歴史』(県史シリーズ6)、山川出版社、1970年
- 米田勇『中田重治伝』中田重治伝刊行委員会、1959年